# Niphogeton ternata
Niphogeton ternata là một loài thực vật có hoa trong họ Hoa tán. Loài này được (Willd. ex Schult.) Mathias & Constance mô tả khoa học đầu tiên năm 1951.